# Raluca Strămăturaru
Raluca Nicoleta Strămăturaru, född 22 november 1985 i Sinaia, är en rumänsk rodelåkare.

## Karriär
Strămăturaru tävlade för Rumänien vid olympiska vinterspelen 2010 i Vancouver, där hon slutade på 21:a plats i damernas singel. Vid olympiska vinterspelen 2014 i Sotji slutade Strămăturaru på 30:e plats i damernas singel.
Vid olympiska vinterspelen 2018 i Pyeongchang slutade Strămăturaru på sjunde plats i damernas singel. Hon var även en del av Rumäniens lag tillsammans med Valentin Crețu, Cosmin Atodiresei och Ștefan Musei som slutade på 10:e plats i lagstafetten. Vid olympiska vinterspelen 2022 i Peking fullföljde Strămăturaru inte tävlingen i damernas singel. Hon var även en del av Rumäniens lag tillsammans med Valentin Crețu, Vasile Gîtlan och Darius Şerban som slutade på nionde plats i lagstafetten.